# Palpita aenescentalis
Palpita aenescentalis là một loài bướm đêm trong họ Crambidae.